# Adebrotus lugoi
Adebrotus lugoi is een haft uit de familie Baetidae. De wetenschappelijke naam van de soort is voor het eerst geldig gepubliceerd in 2010 door Salles.
De soort komt voor in het Neotropisch gebied.